# Muzeum Ziemi Lubawskiej w Lubawie
Muzeum Ziemi Lubawskiej w Lubawie – muzeum z siedzibą w Lubawie. Placówka działa przy tutejszej parafii Nawiedzenia Najświętszej Maryi Panny i św. Anny. 
W zbiorach muzeum prezentowane są eksponaty związane z historią religii na ziemi lubawskiej. W zbiorach znajdują się przymioty kultu religijnego, pochodzące z XVII i XVIII wieku (krzyże, monstrancje, kielichy mszalne oraz inne naczynia liturgiczne), księgi i dokumenty, meble oraz sztuka sakralna (obrazy, rzeźby).
Zwiedzanie muzeum odbywa się po uprzednim uzgodnieniu.